# William Servat
William Servat (Saint-Gaudens, 9 febbraio 1978) è un ex rugbista a 15 e allenatore di rugby a 15 francese, attualmente tecnico degli avanti della Francia. Nella sua carriera da giocatore ha disputato più di duecento partite con la maglia del Tolosa e 49 con la nazionale francese.

## Biografia
Formatosi rugbisticamente a Mazères-sur-Salat, nel 1994 Servat entrò nelle giovanili del Tolosa, per poi esordire nel 1988 tra i suoi seniores.
Con il prestigioso club dell'Alta Garonna Servat si laureò campione di Francia una prima volta nel 2008; in precedenza, si era anche aggiudicato la Heineken Cup nel 2005 e aveva esordito in Nazionale maggiore sotto la gestione di Bernard Laporte, nel corso del Sei Nazioni 2004 contro l'Irlanda.
Con il Tolosa ha vinto complessivamente due titoli nazionali (oltre a quello citato anche quello del 2011) e altrettanti di campione d'Europa (il più recente nel 2010).
Vanta un Grande Slam nel suo torneo del Sei Nazioni d'esordio, quello del 2004, e a seguire un altro nel 2010; a tutta la Coppa del Mondo di rugby 2011 ha rappresentato la Francia in 44 incontri
Un ennesimo infortunio, poi ricuperato in un mese, al ginocchio, aveva messo in forse la presenza di Servat alla Coppa del Mondo di rugby 2011, in cui la Francia è giunta seconda.

## Palmarès

### Giocatore
- Campionati francesi: 5
Tolosa: 1998-99, 2000-01, 2007-08, 2010-11, 2011-12
- Heineken Cup: 3
Tolosa: 2002-03, 2004-05, 2009-10
- Sei Nazioni: 2
Francia: 2004, 2010

### Allenatore
- Campionati francesi: 1
Tolosa: 2018-19